# Tulipa zenaidae
Tulipa zenaidae är en liljeväxtart som beskrevs av Aleksei Ivanovich Vvedensky. Tulipa zenaidae ingår i släktet tulpaner, och familjen liljeväxter. Inga underarter finns listade.